# Tojad wiechowaty

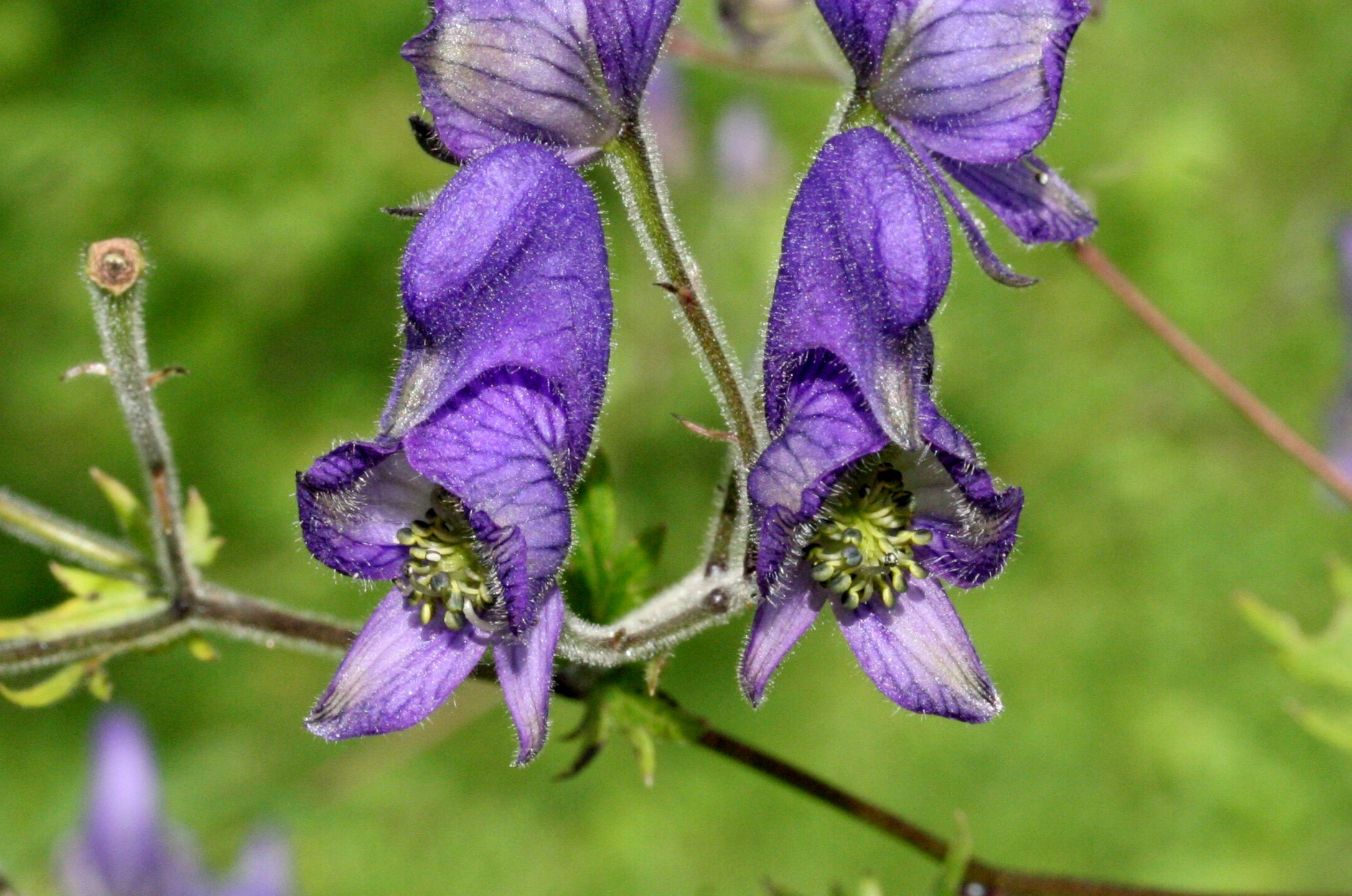
Kwiaty

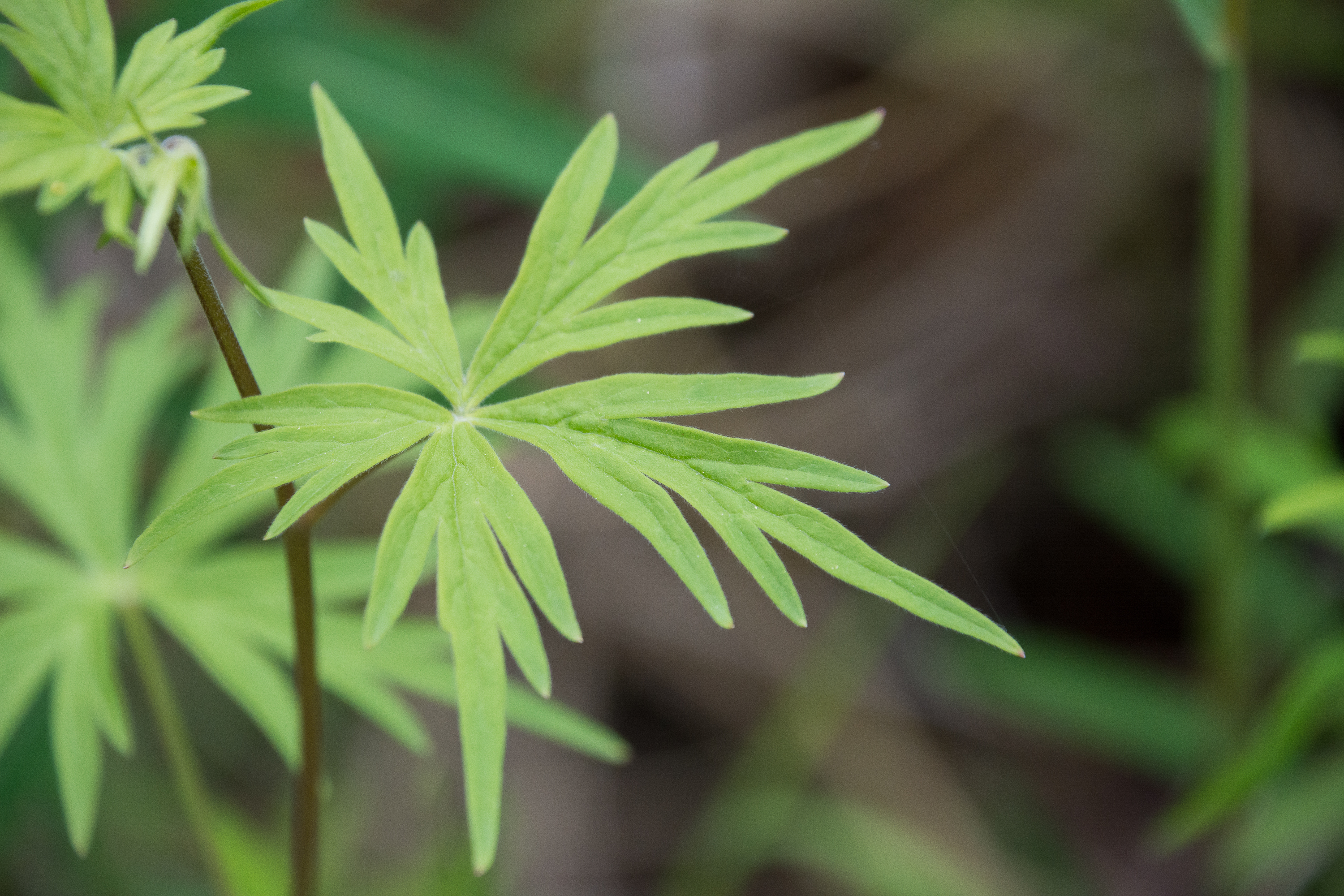
Liście

Tojad wiechowaty (Aconitum degenii Gáyer) – gatunek rośliny z rodziny jaskrowatych. W Polsce występuje tylko jego podgatunek Aconitum degenii subsp. degenii, w Polsce uznany za rzadki. 

## Rozmieszczenie geograficzne
Jest endemitem wschodniokarpackim i południowokarpackim. Występuje  w Bieszczadach, Gorganach, Czarnohorze, Czywczynie, Górach Hryniewskich, Rodniańskich, Marmaroskich, Bystrzyckich, Bukowińskich i na Zakarpaciu, w Polsce osiągając północno-zachodnią granicę zasięgu. W Polsce występuje wyłącznie w Bieszczadach Zachodnich na kilkunastu stanowiskach: miejscowość Moczarne i nad potokiem Solinka, dolina Terebowca, Wołosatki, Sanu od Smolnika po Dwernik, na Małej Rawce, w źródliskach potoku Zdegowa i w Wetlinie.

## Morfologia
ŁodygaWzniesiona, rozgałęziona o wysokości do 150 cm. W górnej części jest gruczołowato owłosiona. Pod ziemią roślina posiada bulwiasto zgrubiałe kłącze.
LiścieUlistnienie skrętoległe, liście dłoniastosieczne o 3-5(7) wcinanych i gruboząbkowanych odcinkach. Podkwiatki równowąskie do jajowato-lancetowatych.
KwiatyOsadzone na owłosionych szypułkach, zebrane w luźne kwiatostany. Kielich fioletowy. Płatki korony przekształcone w miodniki, ostrogi miodników haczykowato zakrzywione i dochodzące do szczytu hełmu.
OwocNagie mieszki zebrane po 3-4, po dojrzeniu rozchylające się.

## Biologia i ekologia
Bylina, hemikryptofit. Kwitnie od lipca do września. Rośnie w źródliskach, ziołoroślach, kamieńcach nadrzecznych, górskiej olszynie bagiennej i żyznej buczynie karpackiej. Liczba chromosomów 2n=16..

## Zagrożenia i ochrona
Roślina podlega w Polsce ochronie ścisłej.
Kategorie zagrożenia taksonu:
- Kategoria zagrożenia w Polsce według CzK (2001): VU – narażony (vulnerable); 2014 r.: EN – zagrożony (endangered)[8]
- Kategoria zagrożenia w Polsce według CzL (2006): R – rzadki, potencjalnie zagrożony; 2016: EN[9]

Wszystkie dziko rosnące w Polsce okazy tojadu wiechowatego są chronione na obszarze Bieszczadzkiego Parku Narodowego, podjęto też jego uprawę w Ogrodzie Botanicznym PAN w Warszawie-Powsinie. Zagrożeniem dla niego może być tylko zrywanie go (ze względu na ładne kwiaty) i wykopywanie do ogródków, szczególnie w pobliżu szlaków turystycznych.